# Mississippi School for the Deaf
Mississippi School for the Deaf, dont le nom est couramment abrégé en ISD, est une école pour sourds, située à Jackson, en Mississippi, aux États-Unis. Elle a été fondée en 1854. 